# Bamra madagascariensis
Bamra madagascariensis är en fjärilsart som beskrevs av Charles Oberthür 1916. Bamra madagascariensis ingår i släktet Bamra och familjen nattflyn. Inga underarter finns listade i Catalogue of Life.